# Gustavo de La Vega
Gustavo De La Vega (Cartagena,15 de mayo de 1977) es un empresario, inversionista y conferencista colombiano. Es graduado de la Universidad de los Andes en Administración de Empresas. En 2012, fundó NativApps, una empresa de desarrollo de software y servicios tecnológicos que actualmente opera en Colombia. También cofundó Tripple, una plataforma para la innovación abierta para hackatones colaborativos, y CargoApp, una app especializada en desarrollo para el sector logístico.
En 2015, NativApps, fue reconocida por ProColombia y el Ministerio de Tecnologías de la Información y las Comunicaciones de Colombia como una de las empresas exportadoras con mayor innovación de la región caribe. En 2018, estuvo involucrado en traer las inversiones de Jumio a Colombia, una empresa de verificación de identidad de Silicon Valley, donde se invirtieron más de $1.800 millones en una sede física en Barranquilla. De La Vega ha participado como conferencista y mentor en importantes programas como Endeavour y TEDx Talks en diversas ciudades de Colombia.

## Libros
- De La Vega Alvarez, Gustavo (2014). Instant PhoneGap: Begin your journey of building amazing mobile applications using PhoneGape with the geolocation API. London: Packt Publishing. ISBN 978-1782168690. OCLC 870334833.